# Methelawoud
Het Methelawoud of Medelewoud was een woud in Zuid-West-Vlaanderen. Het Methelawoud werd voor het eerst vermeld in 10e eeuw als Forestum Methela. Het woud zou zich ten zuiden van de Leie hebben bevonden. Een restant van het woud is het Bouvelobos.

## Methelawoud en de forestiers
Het Methelawoud werd volgens de woudmeesterslegende beheerd door drie forestiers, die de stamvaders waren van de graven van Vlaanderen. De benaming forestiers wordt voor het eerst gebruikt in de kroniek Liber Floridus (ca. 1120). De eerste, Liederik, zou behalve opzichter van de uitgestrekte bossen en wouden ook de stichter zijn geweest van Harelbeke. Nog volgens deze middeleeuwse legende zou de grafelijke woonst van de forestiers bij het Methelawoud in Harelbeke hebben gelegen.

## Gebied
Het Methelawoud strekte zich uit ten zuiden van de Leie en omvatte onder meer de volgende gemeentes: Harelbeke, Desselgem, Beveren-Leie, Waregem, Nokere, Wortegem-Petegem, Deerlijk, Sint-Lodewijk, Sint-Eloois-Vijve en Anzegem.

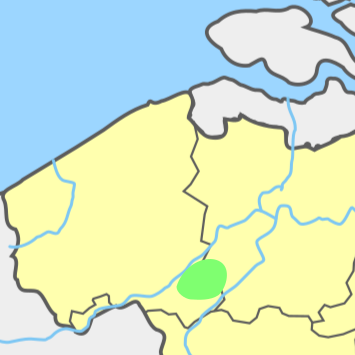
Ligging van het Methelawoud